# Margareta Zachrisson
Margareta Zachrisson, född 20 juni 1953, är en svensk TV-chef.
Efter att ha inlett karriären i reklambranschen anställdes Zachrisson av TV4 som projektledare 1993. Hon fick så småningom ansvar för flera av kanalens program.
Den 18 januari 2002 efterträdde hon Eva Swartz som TV4:s underhållningschef. År 2004 blev hon programchef för TV4 Plus.
Hon lämnade TV4 den 1 november 2005 för att bli chef för allmänlitteratur vid bokförlaget Natur & Kultur, återigen under Eva Swartz.
Den 1 september 2013 återkom hon till TV4 för att bli chef för Nyhetsmorgon. Hon lämnade TV4 igen under 2016.

## Källhänvisningar
1. ↑  Margaretha Zachrisson ny underhållningschef på TV4, 18 januari 2002
2. ↑  Nya chefer på TV4 Plus och TV4:s underhållningsavdelning, TV4, 17 februari 2004
3. ↑  Natur & Kultur får ännu en chef från TV, Kulturnytt, 17 augusti 2005
4. ↑  Nyhetsmorgon får ny chef, 30 juli 2013, Dagens Media